# Anisotremus moricandi
Anisotremus moricandi је зракоперка из реда Perciformes и фамилије Haemulidae. 

## Угроженост
Ова врста се сматра угроженом.

## Распрострањење
Ареал врсте је ограничен на мањи број држава. 
Присутна је у следећим државама: Бразил, Венецуела, Колумбија и Панама.

## Станиште
Врста Anisotremus moricandi живи у мору.